# Савашкевич, Яцек
Яцек Савашкевич (пол. Jacek Sawaszkiewicz; 10 сентября 1947, Щецин – 11 июня 1999, там же) – польский писатель
-фантаст и сатирик
, журналист.

## Биография
Окончил техникум связи в Щецине; работал электронщиком. В 1968-1970 годах служил в армии, после чего начал работать в военном штабе в Щецине инспектором по техническим вопросам. Позже был инспектором по гражданской обороне районного управления жилых домов и начальником отдела местной телефонной станции. В 1979 году переехал в Старгард. 
Сотрудничал с журналом сатиры и юмора "Karuzela", работал на щецинской радиостанции "Polskie Radio Szczecin".
С 1975 года посвятил себя литературному творчеству. Дебютировал сатирической новеллой Sanatorium («Санаторий» в журнале «Karuzela», 1972 № 18); книжный дебют состоялся в 1978 году (сборник рассказов "Czekając" ). 
Начинал в 1960-х годах, как автор сенсационных и фэнтезийных произведений. В более поздних работах сместился в сторону гротеска, абсурда, юмора и социальной фантастики. С каждой последующей книгой его имя становилось всё более известным среди любителей фантастики. Его книги переведены на девять иностранных языков. В девяностые годы он писал всё меньше и меньше, хотя по-прежнему сотрудничал с многочисленными журналами.
Самое известное его произведение – цикл "Хроника Акаши". Публиковал рассказы в журналах  „Młodego Technika”, „Morza i Ziemi”, „Razem”, „Odgłosów”, „Politechnika”, „Nurtu”, „Fantastyki”.
Лауреат ряда литературных премий.

## Избранные произведения
Сборники рассказов и повестей
- Czekając (1978)
- Mój tatko (1978)
- Przybysz; Wyznanie; Potestas (19799)
- Admirał Douglas Westrex; Kariera Johna Stoffhansenna; Cerebrak; Manekin (1980)
- Mistyfikacje; Raport; Guzik ; Pożegnanie; Życie rodzinne; Prawda (1983)
- Tatko i ja (1983)
- Z moim tatkiem (сатирические рассказы, 1985)
- Między innymi makabra (1985)
- Wahadło (1986)
- Mój tatko i cała reszta (1988)

Романы
- Sukcesorzy (1979)
- Katharsis (1980)
- Eskapizm (1982)
- Kronika Akaszy. Inicjacja (1981)
- Kronika Akaszy. Skorupa astralna (1982)
- Kronika Akaszy. Metempsychoza (1984)
- Kronika Akaszy. Powtórka z Apokalipsy (1986)
- Stan zagrożenia (1986)
- Na tle kosmicznej otchłani (1988)